# Молдова на літніх Олімпійських іграх 1996
Молдова брала участь в Літніх Олімпійських іграх 1996 року в Атланті (США) вперше за свою історію, завоювала одну бронзову та одну срібну медалі. Збірну країни представляли 40 спортсменів, з них 5 жінок, у 10 видах спорту.

## Срібло
- Каное, чоловіки — Віктор Ренейський та Микола Журавський.

## Бронза
- Греко-римська боротьба, чоловіки — Сергій Мурейко.

## Склад олімпійської команди Молдови

### Бокс
Спортсменів — 2
| Спортсмен       | Вагова категорія | Раунд 1/16                        | Раунд 1/8                        | Чвертьфінал        | Півфінал           | Фінал              | Фінал |
| Спортсмен       | Вагова категорія | Суперник Результат                | Суперник Результат               | Суперник Результат | Суперник Результат | Суперник Результат | Місце |
| --------------- | ---------------- | --------------------------------- | -------------------------------- | ------------------ | ------------------ | ------------------ | ----- |
| Ігор Самойленко | До 51 кг         | Омар Адорно (PUR) Перемога 20-8   | Еліас Рекайдо (PHI) Поразка 8-12 | Не проходить       | Не проходить       | Не проходить       | 9     |
| Октавіан Цику   | До 60 кг         | Тончо Тончев (BUL) Поразка RSCH 2 | Не проходить                     | Не проходить       | Не проходить       | Не проходить       | 17    |

### Важка атлетика
Спортсменів  — 5
У рамках змагань з важкої атлетики проводяться дві вправи — ривок та поштовх. У кожній із вправ спортсмену дається 3 спроби, в яких він може замовити будь-яку вагу, кратну 2,5 кг. Переможець визначається за сумою двох вправ. 
Чоловіки
| Спортсмен       | Категорія | Вага  | Ривок | Ривок | Ривок | Поштовх | Поштовх | Поштовх | Всього | Місце |
| Спортсмен       | Категорія | Вага  | 1     | 2     | 3     | 1       | 2       | 3       | Всього | Місце |
| --------------- | --------- | ----- | ----- | ----- | ----- | ------- | ------- | ------- | ------ | ----- |
| Володимир Попов | до 64 кг  | 63,74 | 125,0 | 130,0 | 135,0 | 157,5   | 162,5   | —       | 287,5  | 17    |
| Сергєй Крету    | до 70 кг  | 69,68 | 137,5 | 137,5 | 142,5 | 172,5   | 177,5   | 177,5   | 315,0  | 16    |
| Володимир Бірса | до 76 кг  | 75,55 | 142,5 | 147,5 | 147,5 | 175,0   | 182,5   | 182,5   | 322,5  | 13    |
| Вадим Вакарчук  | до 83 кг  | 82,63 | 165,0 | 165,0 | 165,0 | 202,5   | 210,0   | 210,0   | 367,5  | 5     |
| Міхай Виходєт   | до 99 кг  | 98,20 | 157,5 | 157,5 | 162,5 | 185,0   | 190,0   | 190,0   | 347,5  | 17    |